# Andrenosoma
Andrenosoma is een geslacht uit de familie van de roofvliegen (Asilidae).

## Soorten
- A. albibarbe (Meigen, 1820)
- A. albopilosum Villeneuve, 1911
- A. appendiculata (Macquart, 1846)
- A. atrum (Linnaeus, 1758)
- A. avicenniae Farr, 1965
- A. batesi Bromley, 1931
- A. bayardi Séguy, 1952
- A. boranicum Corti, 1895
- A. camposi Curran, 1931
- A. cinctum (Bellardi, 1861)
- A. cinereum (Bellardi, 1861)
- A. complexum Oldroyd, 1970
- A. corallia Martin, 1966
- A. cornuta Oldroyd, 1972
- A. cruenta (McAtee, 1919)
- A. cruentum (McAtee, 1919)
- A. currani Bromley, 1931
- A. cyrtophorum (Hermann, 1912)
- A. cyrtoxys Séguy, 1952
- A. chalybeum Williston, 1885
- A. choprai Bromley, 1935
- A. dayi (Paramonov, 1958)
- A. dorsatum (Say, 1824)
- A. erax Bromley, 1934
- A. erythrogaster (Wiedemann, 1828)
- A. erythropyga (Wiedemann, 1828)
- A. flamipennis Bromley, 1931
- A. formidolosum (Walker, 1860)
- A. fulvicauda (Say, 1823)
- A. fulvicaudum (Say, 1823)
- A. heros Bromley, 1931
- A. hesperium Martin, 1966
- A. igneum Bromley, 1929
- A. irigensis Oldroyd, 1972
- A. jenisi Kovár & Hradský, 1996
- A. leucogenys Séguy, 1952
- A. lewisi Farr, 1965
- A. mesoxantha (Wiedemann, 1828)

- A. modestum (Paramonov, 1958)
- A. nigrum Bromley, 1931
- A. olbus (Walker, 1849)
- A. otanegawana (Matsumura, 1916)
- A. phoenicogaster (Hermann, 1912)
- A. purpurascens (Walker, 1856)
- A. pusillum Hermann, 1906
- A. pygophora Schiner, 1868
- A. pyrrhacra (Wiedemann, 1828)
- A. pyrrhopyga (Wiedemann, 1828)
- A. quadrimaculata Bromley, 1929
- A. queenslandi (Ricardo, 1918)
- A. ridingsi (Cresson, 1920)
- A. rubida (Williston, 1901)
- A. rubidapex (Hermann, 1912)
- A. rubidum (Williston, 1901)
- A. ruficaudum (Williston, 1885)
- A. rufipennis (Wiedemann, 1828)
- A. rufiventris (Blanchard, 1852)
- A. sarcophagum (Hermann, 1912)
- A. serpentina (Bezzi, 1908)
- A. serratum Hermann, 1906
- A. sexpunctata (Williston, 1901)
- A. sicaria (McAtee, 1919)
- A. sicarium (McAtee, 1919)
- A. stricklandi (Adisoemarto, 1967)
- A. subheros Bromley, 1931
- A. tectamum (Walker, 1849)
- A. trigoniferum Hermann, 1906
- A. valentinae Richter, 1985
- A. varipes (Banks, 1920)
- A. violacea (Fabricius, 1781)
- A. xanthocnemum (Wiedemann, 1828)